# Yun (Street Fighter)
Yun (ユン,Yun) es un personaje ficticio de la saga de juegos de pelea de Street Fighter, Tiene un hermano gemelo que se llama Yang es uno de los sobrinos y a la vez discípulo de Lee, uno de los representantes de China junto a Gen en el primer Street Fighter.

## Acerca del Personaje
Yun entró en el tercer torneo para mostrar su destreza. Yun y su hermano gemelo Yang conocieron a Gill, que apreció su esfuerzo y les concedió el liderazgo de la ciudad. Ellos aún tienen el restaurante, probablemente Gen hizo el “Genhanten”. Lee, el tío de Yang y Yun le enseñó artes marciales a este último. Incluso Yun es muy similar a Lee, ya que también se viste con cola de caballo y gorro, además de compartir el Zesshou Hohou, que le habría enseñado el mismo Lee.
Según la información de Street Fighter Alpha 3 y del Cómic de Street Fighter, Yun al parecer es admirador de Fei Long.
Él ha llegado aparecer en otros juegos tales como Capcom Fighting Evolution, Capcom vs. SNK 2, la versión la versión Game Boy Advance de Street Fighter Alpha 3 y también en la versión de PlayStation Portable. Sin embargo Yun vuelve a salir para la versión arcade de Super Street Fighter IV.

## Datos Adicionales
- Hobbies

Montar Skate.
- Gusta

Ser más joven, estar con su hermano gemelo Yang y el vapor bollo carne.
- Odia

Slackers, huevos pasados.